# NK Lovor Nijemci
NK Lovor je nogometni klub iz Nijemaca. U sezoni 2022./23. natječe se u  2. ŽNL Vukovarsko-srijemskoj – NS Vinkovci.

## Povijest
NK Lovor je osnovan 1924. godine pod nazivom HŠK Lovor. 
Nakon Drugog svjetskog rata klub se uglavnom natjecao u Općinskoj ligi Vinkovci. 
Od 1991. do 1994. godine klub nije djelovao, budući su Nijemci bili okupirani. Od 1994. do 2002. godine, zbog devastiranog igrališta, NK Lovor je domaće utakmice odigravao u obližnjim Đeletovcima i Donjem Novom Selu. 
Najveći uspjeh kluba je osvajanje 1. ŽNL Vukovarsko-srijemske u sezoni 2001./02. Tada u kvalifikacijama nisu uspjeli izboriti plasman u 3. HNL – Istok, jer je u dvomeču bila bolja momčad NK Višnjevac (0:0 i 0:4). Nakon ispadanja iz 2. ŽNL Vukovarsko-srijemske u sezoni 2009/10., klub početkom nove sezone 2010/11. (nakon dva kola) odustaje od daljnjeg natjecanja. Kao kaznu za odustajanje, klub je kažnjen sa 6 negativnih bodova (u prvoj sezoni kad nastavi natjecanje).
Zatim osvaja 1. mjesto u 3. ŽNL u sezoni 2012./13. i ponovo se vraca u 2. ŽNL, gdje nastupa i danas.

### Plasmani kluba kroz povijest
| Sezona                           | Liga                                               | Plasman                            |
| -------------------------------- | -------------------------------------------------- | ---------------------------------- |
| 1948.                            | Kotarska nogometna liga Vinkovci Istočna grupa     | nepoznat plasman                   |
| 1950.                            | Kotarska nogometna liga Vinkovci Jedinstvena grupa | nepoznat plasman                   |
| 1951.                            | Grupno prvenstvo NP Osijek Grupa V                 | 5. mjesto                          |
| 1952.                            | Grupno prvenstvo NP Osijek Grupa VIII              | 3. mjesto                          |
| 1952./53.                        | Grupno prvenstvo NP Osijek Grupa VI                | 1. mjesto                          |
| 1957./58.                        | 1. razred NP Vinkovci                              | nepoznat plasman                   |
| 1958./59.                        | 1. razred NP Vinkovci                              | 10. mjesto                         |
| 1959./60.                        | Grupno prvenstvo NP Vinkovci                       | nepoznat plasman                   |
| 1960./61.                        | Grupno prvenstvo NP Vinkovci 2. grupa              | nepoznat plasman                   |
| 1962./63.                        | Podsavezna nogometna liga NP Vinkovci              | 8. mjesto                          |
| 1963./64.                        | Podsavezna nogometna liga NP Vinkovci              | 5. mjesto                          |
| 1964./65.                        | Podsavezna nogometna liga NP Vinkovci              | 11. mjesto                         |
| 1965./66.                        | Grupno prvenstvo NP Vinkovci                       | nepoznat plasman                   |
| 1966./67.                        | Podsavezna nogometna liga NP Vinkovci              | 9. mjesto                          |
| 1967./68.                        | Podsavezna nogometna liga NP Vinkovci              | 8. mjesto                          |
| 1968./69.                        | Podsavezna nogometna liga NP Vinkovci              | 3. mjesto                          |
| 1969./70.                        | Podsavezna nogometna liga NP Vinkovci              | 6. mjesto                          |
| 1970./71.                        | Područna nogometna liga NSP Vinkovci               | 5. mjesto                          |
| 1971./72.                        | Područna nogometna liga NSP Vinkovci               | 7. mjesto                          |
| 1972./73.                        | Područna nogometna liga NSP Vinkovci               | 11. mjesto                         |
| 1973./74.                        | Područna nogometna liga NSP Vinkovci               | 10. mjesto                         |
| 1974./75.                        | Područna nogometna liga NSP Vinkovci               | 7. mjesto                          |
| 1975./76.                        | Područna nogometna liga NSP Vinkovci               | 6. mjesto                          |
| 1976./77.                        | Područna nogometna liga NSP Vinkovci               | 8. mjesto                          |
| 1977./78.                        | Općinska nogometna liga Vinkovci                   | 9. mjesto                          |
| 1978./79.                        | Općinska nogometna liga Vinkovci                   | 9. mjesto                          |
| 1979./80.                        | Općinska nogometna liga Vinkovci                   | 8. mjesto                          |
| 1980./81.                        | Općinska nogometna liga Vinkovci                   | 2. mjesto                          |
| 1981./82.                        | Općinska nogometna liga Vinkovci                   | 2. mjesto                          |
| 1982./83.                        | Općinska nogometna liga Vinkovci                   | nepoznat plasman                   |
| 1983./84.                        | Općinska nogometna liga Vinkovci                   | 5. mjesto                          |
| 1984./85.                        | Općinska nogometna liga Vinkovci                   | 7. mjesto                          |
| 1985./86.                        | Općinska nogometna liga Vinkovci                   | 7. mjesto                          |
| 1986./87.                        | Općinska nogometna liga Vinkovci                   | 10. mjesto                         |
| 1987./88.                        | 1. općinska nogometna liga Vinkovci                | nepoznat plasman                   |
| 1988./89.                        | 1. općinska nogometna liga Vinkovci                | nepoznat plasman                   |
| 1989./90.                        | 1. općinska nogometna liga Vinkovci                | nepoznat plasman                   |
| 1990./91.                        | 1. općinska nogometna liga Vinkovci                | nepoznat plasman                   |
| 1991. – 1994. klub nije djelovao |                                                    |                                    |
| 1994./95.                        | 5. HNL Istok                                       | 3. mjesto                          |
| 1995./96.                        | 2. ŽNL Vukovarsko-srijemska                        | nepoznat plasman                   |
| 1996./97.                        | 1. ŽNL Vukovarsko-srijemska                        | 3. mjesto                          |
| 1997./98.                        | 1. ŽNL Vukovarsko-srijemska                        | 4. mjesto                          |
| 1998./99.                        | 1. ŽNL Vukovarsko-srijemska Grupa A                | 13. mjesto                         |
| 1999./00.                        | 1. ŽNL Vukovarsko-srijemska Grupa A                | 12. mjesto                         |
| 2000./01.                        | 1. ŽNL Vukovarsko-srijemska                        | 7. mjesto                          |
| 2001./02.                        | 1. ŽNL Vukovarsko-srijemska                        | 1. mjesto                          |
| 2002./03.                        | 1. ŽNL Vukovarsko-srijemska                        | 7. mjesto                          |
| 2003./04.                        | 1. ŽNL Vukovarsko-srijemska                        | 5. mjesto                          |
| 2004./05.                        | 1. ŽNL Vukovarsko-srijemska                        | 12. mjesto                         |
| 2005./06.                        | 1. ŽNL Vukovarsko-srijemska                        | 16. mjesto                         |
| 2006./07.                        | 2. ŽNL Vukovarsko-srijemska NS Vinkovci            | 4. mjesto                          |
| 2007./08.                        | 2. ŽNL Vukovarsko-srijemska NS Vinkovci            | 10. mjesto                         |
| 2008./09.                        | 2. ŽNL Vukovarsko-srijemska NS Vinkovci            | 4. mjesto                          |
| 2009./10.                        | 2. ŽNL Vukovarsko-srijemska NS Vinkovci            | 12. mjesto                         |
| 2010./11.                        | 3. ŽNL Vukovarsko-srijemska NS Vinkovci            | odustao od natjecanja (11. mjesto) |
| 2011./12.                        | 3. ŽNL Vukovarsko-srijemska NS Vinkovci            | 5. mjesto                          |
| 2012./13.                        | 3. ŽNL Vukovarsko-srijemska NS Vinkovci            | 1. mjesto                          |
| 2013./14.                        | 2. ŽNL Vukovarsko-srijemska NS Vinkovci            | 6. mjesto                          |
| 2014./15.                        | 2. ŽNL Vukovarsko-srijemska NS Vinkovci            | 2. mjesto                          |
| 2015./16.                        | 2. ŽNL Vukovarsko-srijemska NS Vinkovci            | 10. mjesto                         |
| 2016./17.                        | 2. ŽNL Vukovarsko-srijemska NS Vinkovci            | 5. mjesto                          |

## Vanjske poveznice
- Neslužbena stranica NK Lovor  Arhivirana inačica izvorne stranice od 12. veljače 2021. (Wayback Machine)